# Illés György (író)
Illés György (Budapest, 1950. december 4. –) magyar író, irodalomtörténész, tanár, az irodalomtudományok doktora. Népszerű történelmi, ifjúsági és dokumentumregények szerzője. 35 könyve jelent meg. A gyermek- és ifjúsági irodalom kutatója. Úttörő, összegző munkája „A magyar ifjúsági irodalom kézikönyve” (2012).

## Életpályája
A budapesti Kossuth Zsuzsa Gimnáziumban érettségizett 1969-ben. Ezt követően egy évig Hódmezővásárhelyen katonáskodott. 1970–1975 között az ELTE BTK magyar–orosz–francia szakos hallgatója volt. 1975–1985 között a Magyar Rádió munkatársa, vidéki tudósítója, riportere, rovatvezető-helyettese. 1976–77-ben elvégezte a MUOSZ Újságíró Iskolát. 1985–1988 között a Magyar Televízió szerkesztő-riportere. 1989–1993 között Moszkvában a Magyar Kulturális Központ igazgatóhelyettese. 1993-tól 1995-ig a Népszava újságírója. 1996 és 2010 között középiskolai, főiskolai tanár. (Jegyzeteket, tankönyveket lektorált, tudományos lapot, folyóiratot szerkesztett.)
Rendszeresen publikál az Új írás, a Miskolci Keresztény Szemle folyóiratokban, valamint a Magyar Katolikus Rádióban.
Édesapja, Illés Lajos (1923–2010) kritikus, szerkesztő az 1960-as években indult legendás folyóirat, az Új Írás alapító szerkesztője volt, akinek alakját „Szellemidézés” című művében elevenítette fel (2016, Kossuth Kiadó).
Rendszeres személyes kapcsolatot tart olvasóival, műveit író-olvasó találkozó formájában is népszerűsíti.
2024. május 4-én közéleti és irodalmi tevékenységéért Pro Óbuda kitüntető címben részesült.

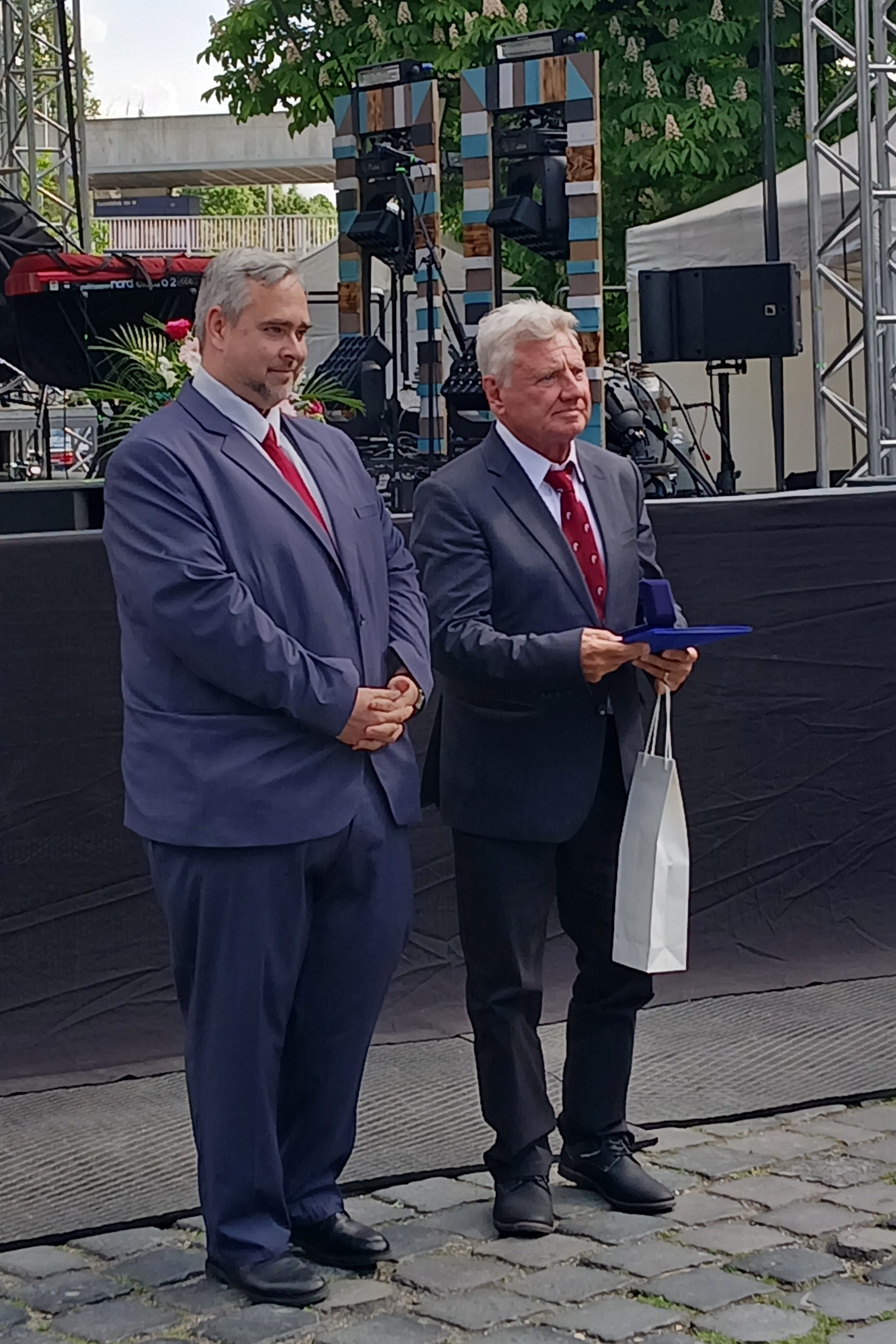
Dr. Illés György a díjjal kezében Óbuda polgármestere – dr. Kiss László – mellett

## Művei
- "Odüsszeusz" bolyongásai, (verseskötet), 2024
- Kálmán herceg, (történelmi regény), 2024
- Faragó András – Életjáték (társszerző: Lakatos András), 2023
- Rekviem a muszosokért, 2023
- Egy magyar a Gulagon (dokumentumregény), 2022
- Nincs harmadik út (történelmi regény), 2022
- Aelia Sabina, a római szépség (történelmi regény), 2021
- Meghalni Budapestért (történelmi regény), 2020
- A szentföldi lovag (történelmi regény), 2020
- Szeretlek, szörnyeteg! (történelmi regény), 2019
- Az orosz titok – Feljegyzéseim a felbolydult Moszkvában (visszaemlékezések), 2018
- Holdkóros a fejemben (abszurd és groteszk történetek), 2018
- Újabb szellemidézés (egy irodalmár emlékei), 2017
- Szellemidézés (egy irodalmár emlékei), 2016
- Dózsa György szerelmei (történelmi regény), 2015
- Legendás székely hősök (Gábor Áron és Gábor Imre kalandos élete), 2014
- Jeges borzongások (elbeszélések), 2013
- Adjak egy kézigránátot? (elbeszélések), 2013
- Hősök és árulók (történelmi novellák), 2012
- A magyar ifjúsági irodalom kézikönyve (irodalomtörténet 1840-től 2012-ig), 2012
- A királyné testőre (történelmi regény), 2012
- Ezt jól megszívtuk srácok! (novellák), 2011
- Te vagy a legény, Tyukodi pajtás! (történelmi regény), 2011
- A pokol csendőre (történelmi regény), 2010
- Csavargásra ítélve (regény), 2010
- Dugovics Titusz (történelmi regény), 1991
- Szerelmek könyve (irodalmi portrék, tanulmányok), 1990
- A sárkány válaszol (riportkötet, Sély Györgyi álnéven), 1990
- A kocsma nem alszik (riportkötet), 1989
- Hírmondók könyve (gyerekregény), 1987
- Fel-fel vitézek (A Rákóczi szabadságharc és az 1848-49-es szabadságharc várai, történelmi elbeszélések), 1986
- Kivégzés karácsonykor (dokumentum-regény Bajcsy-Zsilinszky Endréről), 1986
- Végek dicsérete (Magyar végvárak, történelmi elbeszélések), 1985
- Címzett az ifjúság (irodalmi portrék, interjúk), 1985
- Várak dicsérete (Magyarországi királyi várak, történelmi elbeszélések), 1984
- Mesélő könyvtárak (művelődéstörténeti tanulmányok), 1984